# スツラリスオオクワガタ
スツラリスオオクワガタ (Dorcus suturalis) は、コウチュウ目・クワガタムシ科・クワガタ属・オオクワガタ亜属の1種であり、オオクワガタの仲間では中型種である。

## 形態
体長はオスが30 - 46mm、メスが30 - 36mm
ラティオキナティブスオオクワガタを少し大きくしたような体型で、やや赤味がかっている。

## 分布
インド北西部、パキスタン

## 生態
標高の高い山地に生息している。
生息数は少ない。